# William M. Jennings-trófea

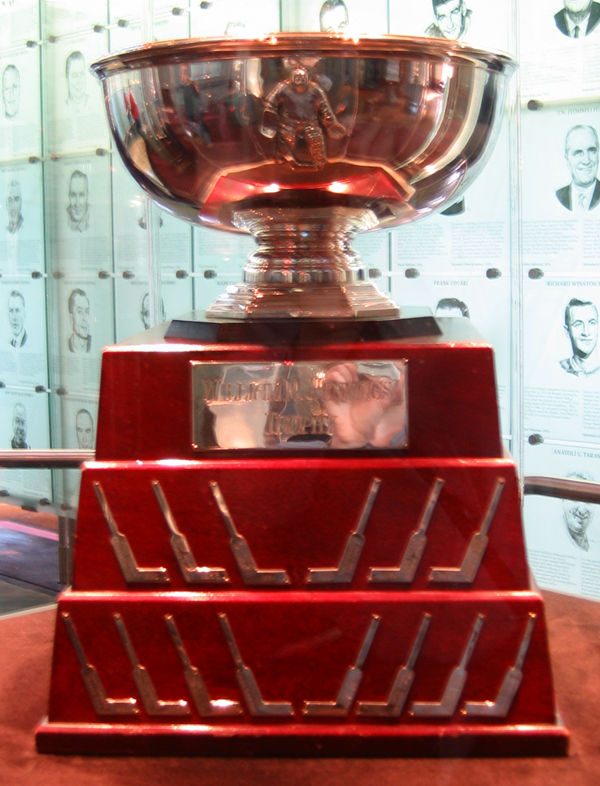
A William M. Jennings-trófea

A William M. Jennings-trófea egy egyéni trófea a National Hockey League-ben, melyet kapusok kaphatnak. A trófea elnyeréséhez minimum 25 mérkőzésen kell pályára lépni a szezon során és a legkevesebb gólt kell kapnia a csapatnak. 1982 óta ítélik oda ezt a trófeát.

## Története
1982-ig a Vezina-trófea töltötte be azt a szerepet, hogy a legkevesebb gólt kapó kapus kapja meg a díjat de ezen változtattak. A trófeát William M. Jenningsról nevezték el, aki a New York Rangers elnöke volt sokáig valamint fontos szerepe volt a jégkorong fejlődésének az USA-ban.
Öt játékossal fordult elő, hogy egy szezonban egyszerre nyerte meg a Vezinát és a William M. Jennings-szet: Patrick Roy (1988–1989 és 1991–1992), Ed Belfour (1990–1991 és 1992–1993), Dominik Hašek (1993–1994 és 2000–2001), Martin Brodeur (2002–2003 és 2003–2004) és Miikka Kiprusoff (2005–2006). Patrick Roy és Martin Brodeur nyerte el a legtöbb alkalommal ezt a trófeát szám szerint öt alkalommal. Belfour követi őket négy alkalommal. A Montréal Canadiens és a New Jersey Devils kapusai öt alkalommal nyerték el a trófeát.

## A díjazottak

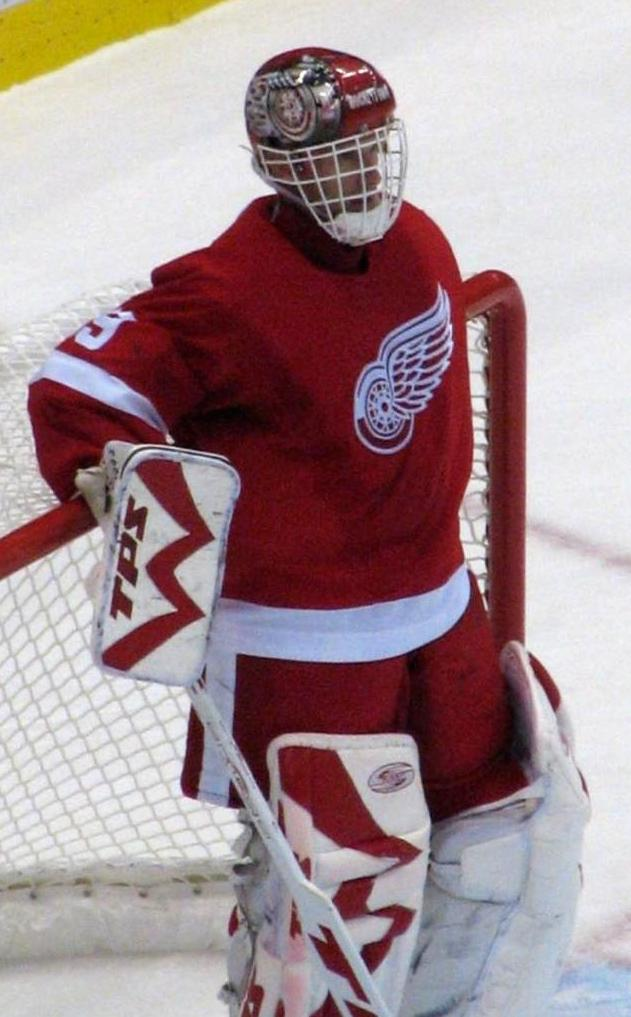
Dominik Hašek

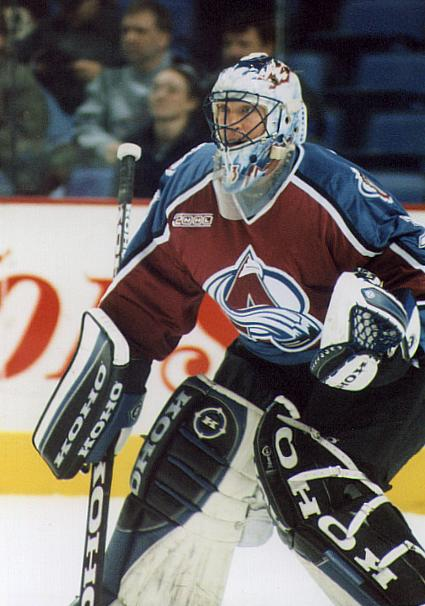
Patrick Roy

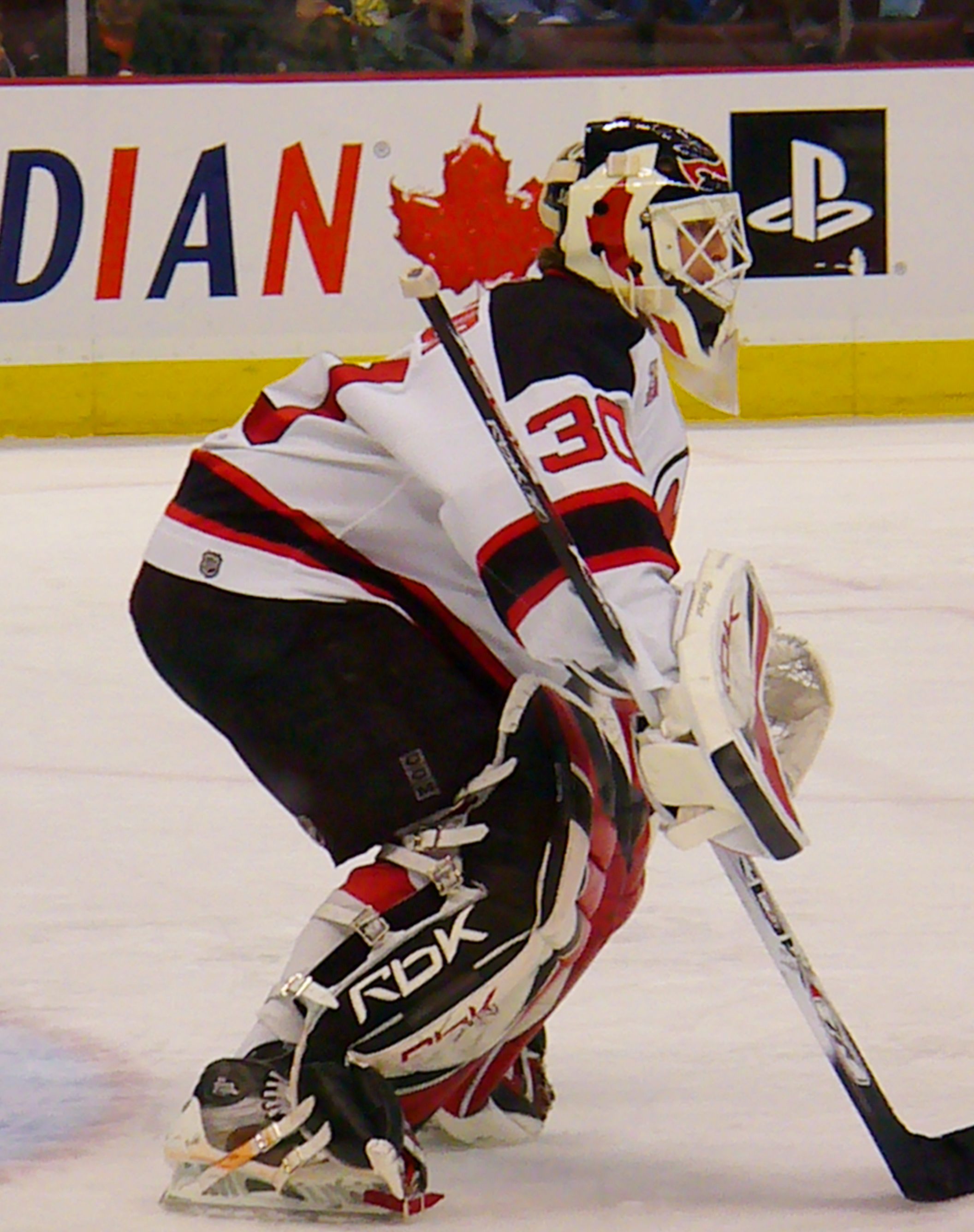
Martin Brodeur

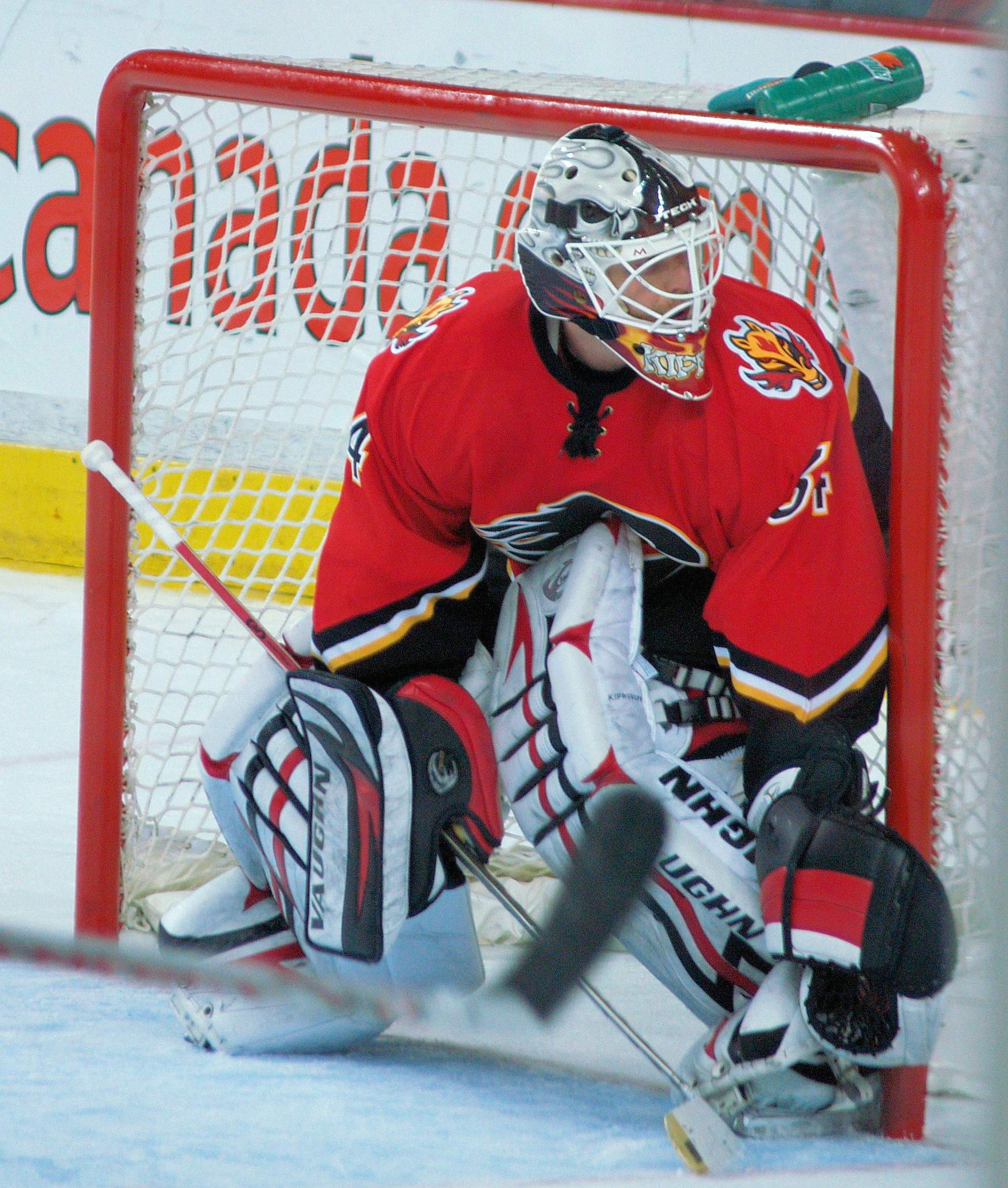
Miikka Kiprusoff

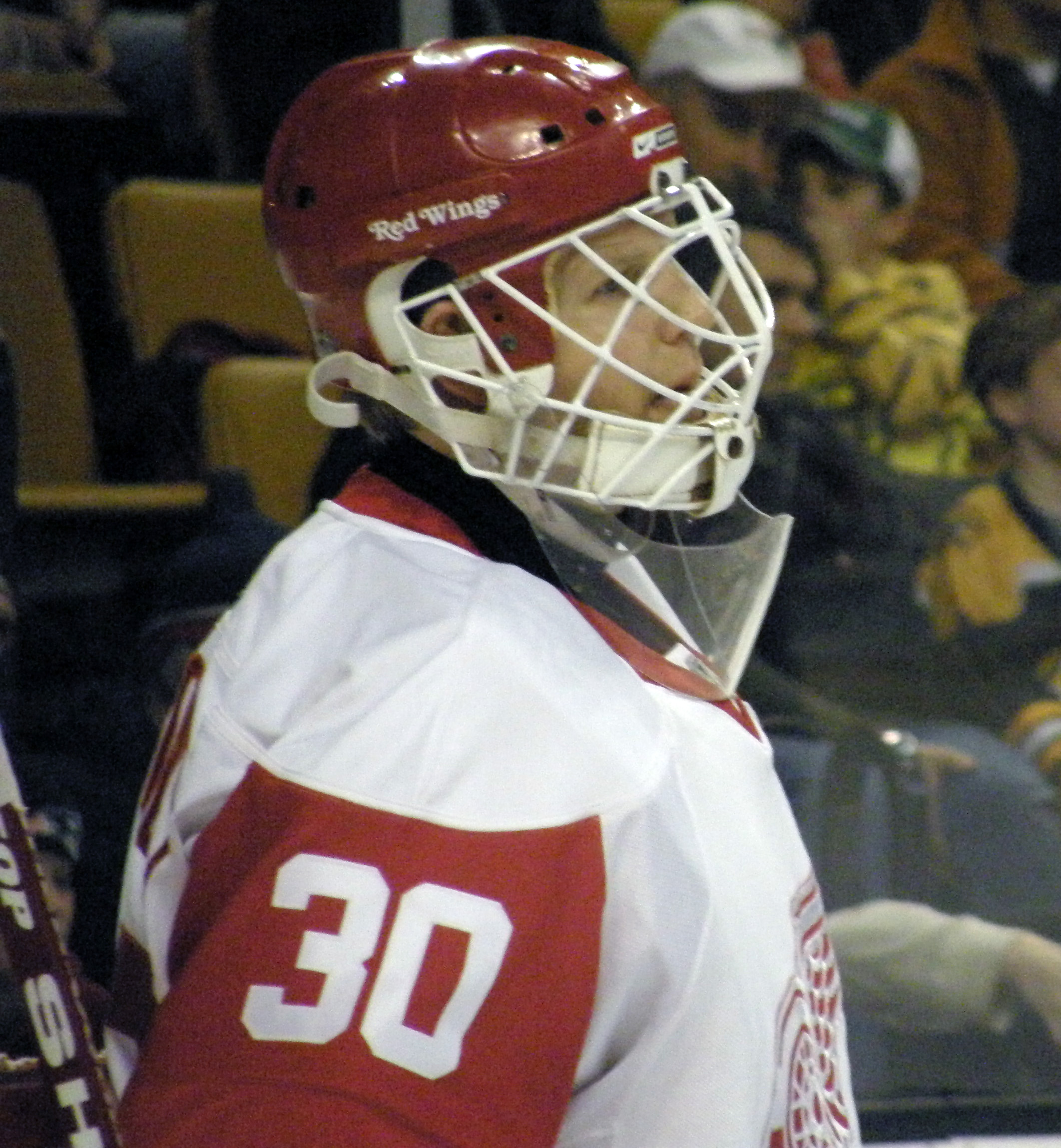
Chris Osgood

| Szezon    | Győztes                          | Csapat                           | KGSz                             | #                                |
| --------- | -------------------------------- | -------------------------------- | -------------------------------- | -------------------------------- |
| 2024–2025 | Connor Hellebuyck                | Winnipeg Jets                    | 191                              | 2                                |
| 2023–2024 | Connor Hellebuyck                | Winnipeg Jets                    | 199                              | 1                                |
| 2022–2023 | Linus Ullmark                    | Boston Bruins                    | 174                              | 1                                |
| 2022–2023 | Jeremy Swayman                   | Boston Bruins                    | 174                              | 1                                |
| 2021–2022 | Frederik Andersen                | Carolina Hurricanes              | 202                              | 2                                |
| 2021–2022 | Antti Raanta                     | Carolina Hurricanes              | 202                              | 1                                |
| 2020–2021 | Marc-Andre Fleury                | Vegas Golden Knights             | 124                              | 1                                |
| 2020–2021 | Robin Lehner                     | Vegas Golden Knights             | 124                              | 2                                |
| 2019–2020 | Tuuka Rask                       | Boston Bruins                    | 174                              | 1                                |
| 2019–2020 | Jaroslav Halák                   | Boston Bruins                    | 174                              | 2                                |
| 2018–2019 | Thomas Greiss                    | New York Islanders               | 196                              | 1                                |
| 2018–2019 | Robin Lehner                     | New York Islanders               | 196                              | 1                                |
| 2017–2018 | Jonathan Quick                   | Los Angeles Kings                | 203                              | 2                                |
| 2016–2017 | Branden Holtby                   | Washington Capitals              | 182                              | 1                                |
| 2015–2016 | Frederik Andersen                | Anaheim Ducks                    | 192                              | 1                                |
| 2015–2016 | John Gibson                      | Anaheim Ducks                    | 192                              | 1                                |
| 2014–2015 | Corey Crawford                   | Chicago Blackhawks               | 189                              | 2                                |
| 2014–2015 | Carey Price                      | Montréal Canadiens               | 189                              | 1                                |
| 2013–2014 | Jonathan Quick                   | Los Angeles Kings                | 174                              | 1                                |
| 2012–2013 | Corey Crawford                   | Chicago Blackhawks               | 102                              | 1                                |
| 2012–2013 | Ray Emery                        | Chicago Blackhawks               | 102                              | 1                                |
| 2011–2012 | Jaroslav Halak                   | St. Louis Blues                  | 165                              | 1                                |
| 2011–2012 | Brian Elliott                    | St. Louis Blues                  | 165                              | 1                                |
| 2010–2011 | Roberto Luongo                   | Vancouver Canucks                | 185                              | 1                                |
| 2010–2011 | Cory Schneider                   | Vancouver Canucks                | 185                              | 1                                |
| 2009–2010 | Martin Brodeur                   | New Jersey Devils                | 191                              | 5                                |
| 2008–2009 | Tim Thomas                       | Boston Bruins                    | 196                              | 1                                |
| 2008–2009 | Manny Fernandez                  | Boston Bruins                    | 196                              | 2                                |
| 2007–2008 | Dominik Hašek                    | Detroit Red Wings                | 184                              | 3                                |
| 2007–2008 | Chris Osgood                     | Detroit Red Wings                | 184                              | 2                                |
| 2006–2007 | Niklas Bäckström                 | Minnesota Wild                   | 191                              | 1                                |
| 2006–2007 | Manny Fernandez                  | Minnesota Wild                   | 191                              | 1                                |
| 2005–2006 | Miikka Kiprusoff                 | Calgary Flames                   | 200                              | 1                                |
| 2004–2005 | A lockout miatt nem volt győztes | A lockout miatt nem volt győztes | A lockout miatt nem volt győztes | A lockout miatt nem volt győztes |
| 2003–2004 | Martin Brodeur                   | New Jersey Devils                | 164                              | 4                                |
| 2002–2003 | Martin Brodeur                   | New Jersey Devils                | 166                              | 3                                |
| 2002–2003 | Roman Čechmánek                  | Philadelphia Flyers              | 166                              | 1                                |
| 2002–2003 | Robert Esche                     | Philadelphia Flyers              | 166                              | 1                                |
| 2001–2002 | Patrick Roy                      | Colorado Avalanche               | 169                              | 5                                |
| 2000–2001 | Dominik Hašek                    | Buffalo Sabres                   | 184                              | 2                                |
| 1999–2000 | Roman Turek                      | St. Louis Blues                  | 165                              | 2                                |
| 1998–1999 | Ed Belfour                       | Dallas Stars                     | 168                              | 4                                |
| 1998–1999 | Roman Turek                      | Dallas Stars                     | 168                              | 1                                |
| 1997–1998 | Martin Brodeur                   | New Jersey Devils                | 166                              | 2                                |
| 1996–1997 | Martin Brodeur                   | New Jersey Devils                | 182                              | 1                                |
| 1996–1997 | Mike Dunham                      | New Jersey Devils                | 182                              | 1                                |
| 1995–1996 | Chris Osgood                     | Detroit Red Wings                | 181                              | 1                                |
| 1995–1996 | Mike Vernon                      | Detroit Red Wings                | 181                              | 1                                |
| 1994–1995 | Ed Belfour                       | Chicago Blackhawks               | 115                              | 3                                |
| 1993–1994 | Dominik Hašek                    | Buffalo Sabres                   | 218                              | 1                                |
| 1993–1994 | Grant Fuhr                       | Buffalo Sabres                   | 218                              | 1                                |
| 1992–1993 | Ed Belfour                       | Chicago Blackhawks               | 239                              | 2                                |
| 1991–1992 | Patrick Roy                      | Montréal Canadiens               | 207                              | 4                                |
| 1990–1991 | Ed Belfour                       | Chicago Blackhawks               | 211                              | 1                                |
| 1989–1990 | Andy Moog                        | Boston Bruins                    | 232                              | 1                                |
| 1989–1990 | Rejean Lemelin                   | Boston Bruins                    | 232                              | 1                                |
| 1988–1989 | Patrick Roy                      | Montréal Canadiens               | 218                              | 3                                |
| 1988–1989 | Brian Hayward                    | Montréal Canadiens               | 218                              | 3                                |
| 1987–1988 | Patrick Roy                      | Montréal Canadiens               | 238                              | 2                                |
| 1987–1988 | Brian Hayward                    | Montréal Canadiens               | 238                              | 2                                |
| 1986–1987 | Patrick Roy                      | Montréal Canadiens               | 241                              | 1                                |
| 1986–1987 | Brian Hayward                    | Montréal Canadiens               | 241                              | 1                                |
| 1985–1986 | Bob Froese                       | Philadelphia Flyers              | 241                              | 1                                |
| 1985–1986 | Darren Jensen                    | Philadelphia Flyers              | 241                              | 1                                |
| 1984–1985 | Tom Barrasso                     | Buffalo Sabres                   | 237                              | 1                                |
| 1984–1985 | Bob Sauvé                        | Buffalo Sabres                   | 237                              | 1                                |
| 1983–1984 | Al Jensen                        | Washington Capitals              | 226                              | 1                                |
| 1983–1984 | Pat Riggin                       | Washington Capitals              | 226                              | 1                                |
| 1982–1983 | Roland Melanson                  | New York Islanders               | 226                              | 1                                |
| 1982–1983 | Billy Smith                      | New York Islanders               | 226                              | 1                                |
| 1981–1982 | Rick Wamsley                     | Montréal Canadiens               | 223                              | 1                                |
| 1981–1982 | Denis Herron                     | Montréal Canadiens               | 223                              | 1                                |